# Matagami
À ne pas confondre avec la rivière Mattagami en Ontario.
Matagami est une ville du Québec située en Jamésie, dans la région administrative du Nord-du-Québec. Le village a été fondé en 1961 et est devenu ville en 1963. L'économie est essentiellement basée sur les industries minière et forestière.

## Histoire

### La quête des ressources
Les premières explorations minières dans le secteur remontent à 1887, alors que le géologue Robert Bell, pour le compte de la Commission géologique du Canada, y note le potentiel en or, en cuivre, en fer et en nickel. Les premières activités commerciales dans le secteur ne seront toutefois pas liées au secteur minier, mais plutôt aux pêcheries. En 1917, la compagnie Nottaway Fisheries Company de Senneterre entreprend la pêche commerciale de poissons blancs et d'esturgeons sur le lac Matagami. À la fin des années 1920, la pêche devient plus intensive. Devenu la compagnies Quebec Fisheries et Commercial Fisheries les activités de pêche commerciales s'étendent aussi aux lacs Quévillon, Parent, Tiblemond, ainsi que sur les rivières Bell et Waswanipi,,. La Première Guerre mondiale ralentit les activités de prospection dans toute la Baie-James et il faut attendre les années 1930 et 1940 pour que les activités d'exploration géologiques ne reprennent dans le secteur du lac Matagami.

### La fondation de la ville

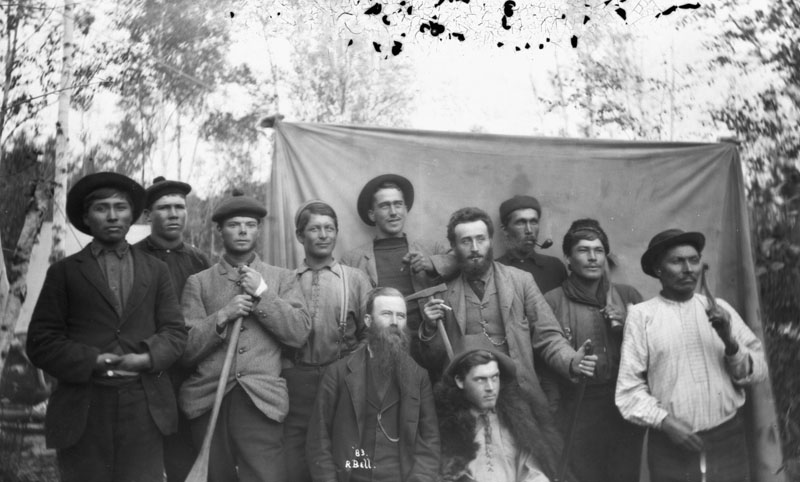
Robert Bell (centre) et les membres de son expédition pour la Commission géologique du Canada, 1883.

Dès 1956, les travaux de prospection plus importants sont entrepris dans le secteur. La découverte d'un riche gisement de cuivre et de zinc par la Mattagami Syndicate l'année suivante, marque véritablement les débuts de l'exploitation minière dans le secteur. En 1963, une première mine de zinc voit le jour, la Mattagami Lake Mines, administré par la minière Noranda. Cette même année, les mines Orchan et New Hosco voient aussi le jour. 
En 1961, la route d'hiver reliant Amos et le campement minier est aménagé en route permanente. À l'époque, Matagami est aménagé comme un modeste campement de travailleurs provisoire. Des travaux d'aménagement sont toutefois entrepris et le plan d'urbanisme du ministère des Richesses naturelles prévoient l'établissement d'une ville modèle. Des travaux de construction des rues, de l'école et des réseaux d'égouts et d'aqueduc sont réalisés avant même l'arrivée des premières familles. Ville de compagnie, les entreprises minières de l'époque sont aussi très impliquées dans le développement des infrastructures locales. Le campement devient officiellement une ville en 1963. 

### Les développements hydro-électriques

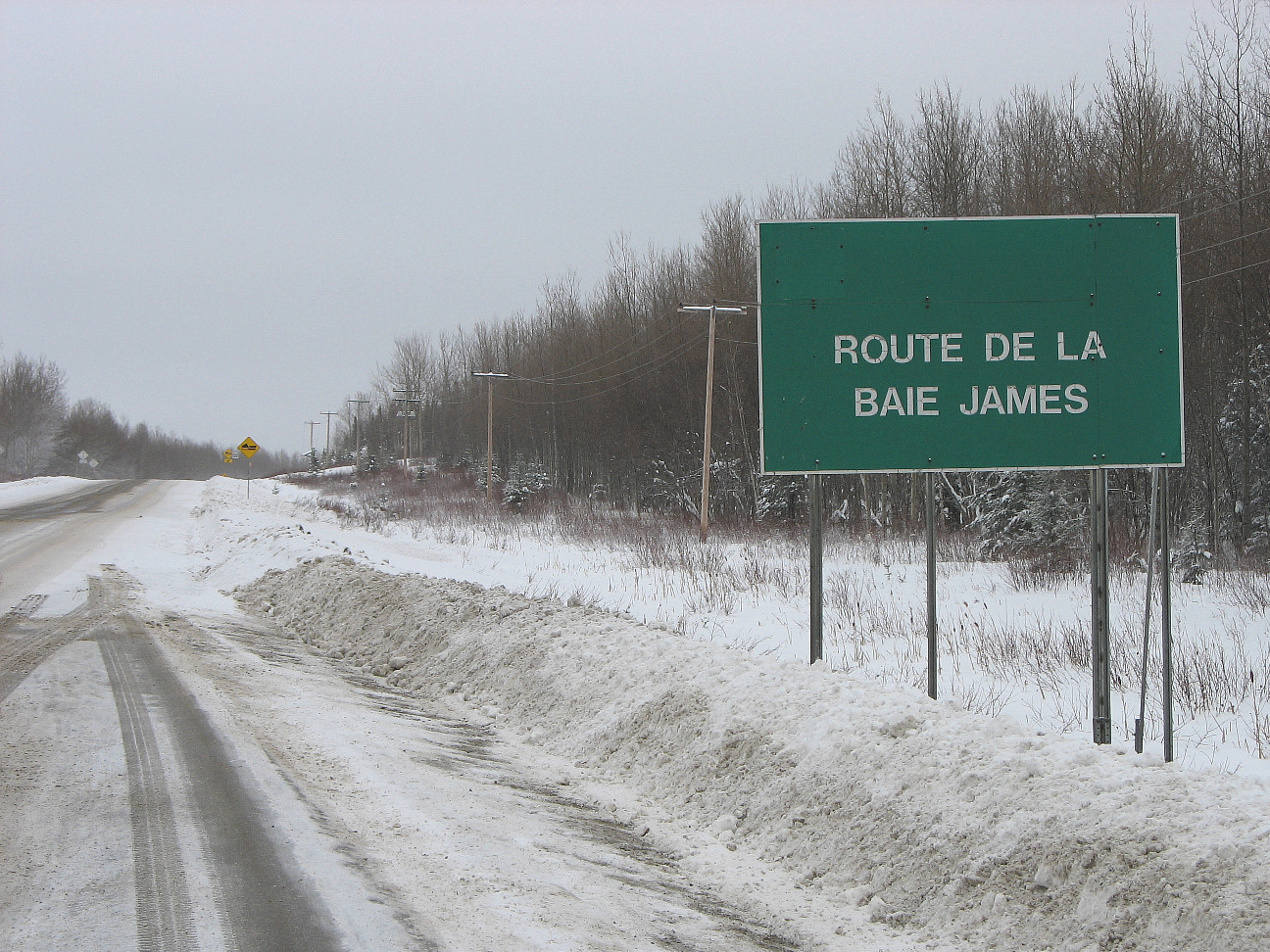
Route de la Baie-James, 2006.

En 1965, des représentants d'Hydro-Québec font de Matagami leur quartier-général afin d'étudier le potentiel d'exploitation hydro-électrique des rivières de la Baie-James. Avec le début des grands chantiers hydro-électriques à la Baie-James en 1971, Matagami devient une plaque tournante du développement du nord. La Société de développement de la Baie-James y aménage un aéroport, un centre de transbordement et la ville accueille les bureaux des firmes d'ingénieurs et d'entrepreneurs affectés aux développements hydro-électriques. Cette effervescence fait passer, et en moins d'un an, sa population de 2800 personnes à environ 5000 personnes. En 1974, l'achèvement de la route de la Baie-James fait de la communauté la porte d'entrée terrestre vers le nord.

## Politique régionale
Matagami est le siège du gouvernement régional Eeyou Istchee Baie-James (GREIBJ). Il s'agit du seul gouvernement régional au Québec, et est composé de 11 représentants des communautés autochtones et 11 représentants des communautés allochtones de la région d'Eeyou-Istchee-Baie-James. Le GREIBJ exerce les compétences d'une municipalité régionale de comté, d'une conférence régionale des élus ainsi qu'au niveau de la gestion du territoire et des ressources naturelles.
La ville est aussi le siège de l'Administration régionale Baie-James, un organisme régional dédié au développement économique et social de la Baie-James. René Dubé, maire de Matagami, y occupe la fonction de Président.

## Géographie
La ville de Matagami est située à l'extrémité septentrionale de la route 109 et au kilomètre 0 de la route de la Baie-James, axe de 620 kilomètres qui traverse la région d'Eeyou Istchee Baie-James en entier. Matagami est complètement circonscrite par le territoire de la municipalité d'Eeyou Istchee Baie-James. 

## Toponymie
En 1962, la Commission de toponymie du Québec a tenté de renommer la communauté « Mazenod » d'après Charles-Joseph-Eugène de Mazenod, le fondateur des Oblats de Marie-Immaculée, mais, après les plaintes des résidents de la communauté, elle a finalement été renommée d'après le lac Matagami. Matagami, en cri, signifie « confluence des eaux ». 

## Démographie

### Population
| 1981  | 1991  | 1996  | 2001  | 2006  | 2011  | 2016  | 2021  |
| ----- | ----- | ----- | ----- | ----- | ----- | ----- | ----- |
| 3 795 | 2 467 | 2 243 | 1 939 | 1 555 | 1 526 | 1 453 | 1 402 |

### Langues
À Matagami, selon l'Institut de la statistique du Québec, la langue la plus parlée le plus souvent à la maison en 2011 sur une population de 1 525 habitants, est le français à 98,03 %, l'anglais à 0,98 % et une autre langue à 0,66 %.

## Administration
Les élections municipales se font en bloc pour le maire et les six conseillers.
| Matagami Maires depuis 2001                                                                                          |                |         |          |
| Élection | Maire          | Qualité | Résultat |
| 2001 | Robert Labelle |         | Voir     |
| 2005 | René Dubé      |         | Voir     |
| 2009 | René Dubé      | Voir    |          |
| 2013 | René Dubé      | Voir    |          |
| 2017 | René Dubé      | Voir    |          |
| 2021 | René Dubé      | Voir    |          |
| Élection partielle en italique Depuis 2005, les élections sont simultanées dans toutes les municipalités québécoises |                |         |          |

## Économie

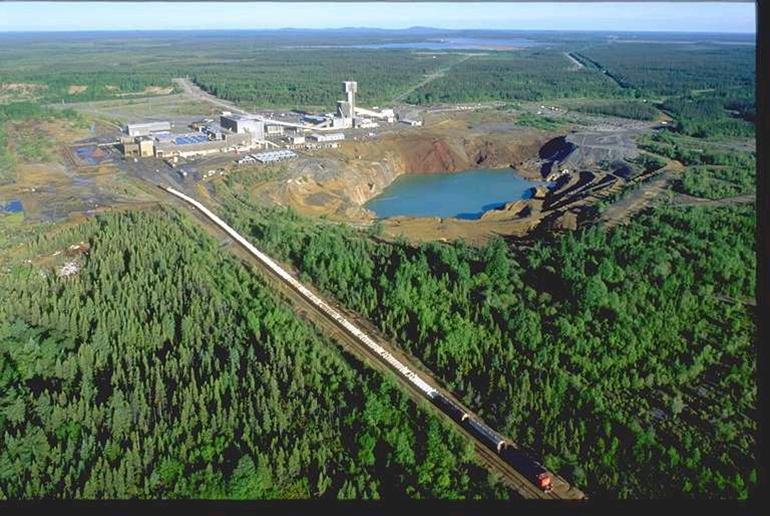
Mine Matagami opérée par Xstrata, en 2017.

### Industrie minière
L'industrie minière est le poumon économique de Matagami. Entre 1963 et 2012, quinze mines se sont implantées sur le territoire environnant, exploitant les riches ressources de cuivre et de zinc du secteur. En 2020, la mine Bracemac-McLeod appartenant à la minière Glencore, annonce sa fermeture prévue en 2022. La nouvelle porte un coup dur à la communauté, dont 70% de l'économie est liée à l'exploitation minière. Les activités d'exploration minières continuent toutefois. En avril 2022, une entente entre Glencore et Nuvau Minerals permet à cette dernière de poursuivre l'exploration minière sur quasi l'ensemble des claims de Glencore autour de Matagami, pour une durée de trois ans.
En 2020, le projet de mine à ciel ouvert Fénelon de la minière Wallbridge ravive aussi l'espoir. Situé à 75 km au nord de Matagami, l'entreprise estime que 4 millions d'once d'or pourraient y être exploité. En 2022, l'entreprise poursuit son projet en signant une entente avec le Gouvernement de la nation crie. La ville souhaite d'ailleurs mettre en valeur ses infrastructures existantes, comme son concentrateur de minerai et son parc à résidus miniers, pour accueillir le nouveau projet d'exploitation aurifère.

### Industrie forestière
L'industrie forestière occupe aussi une place importante au sein de l'économie de la ville. La scierie Bisson et Bisson voit le jour en 1968. Ravagée trois fois par des incendies, celle-ci prospère malgré tout. Elle est rachetée en 1988 par l'entreprise Domtar, puis en 2010 par Eacom Timber. La proximité de l'usine Nordik Kraft de Lebel-sur-Quévillon favorise la scierie de Matagami, qui approvisionne en copeaux de bois l'usine de pâtes de la ville voisine.  En 2021, la scierie qui appartenait à l'entreprise Eacom Timber est vendue au groupe Interfor, qui souhaite investir dans la modernisation de ses usines de Matagami, Val d'Or et Sullivan.

## Médias
Matagami possède une station de radio, CHEF-FM, ainsi qu'une station relais CBF-FM de la Première Chaîne de Radio-Canada.

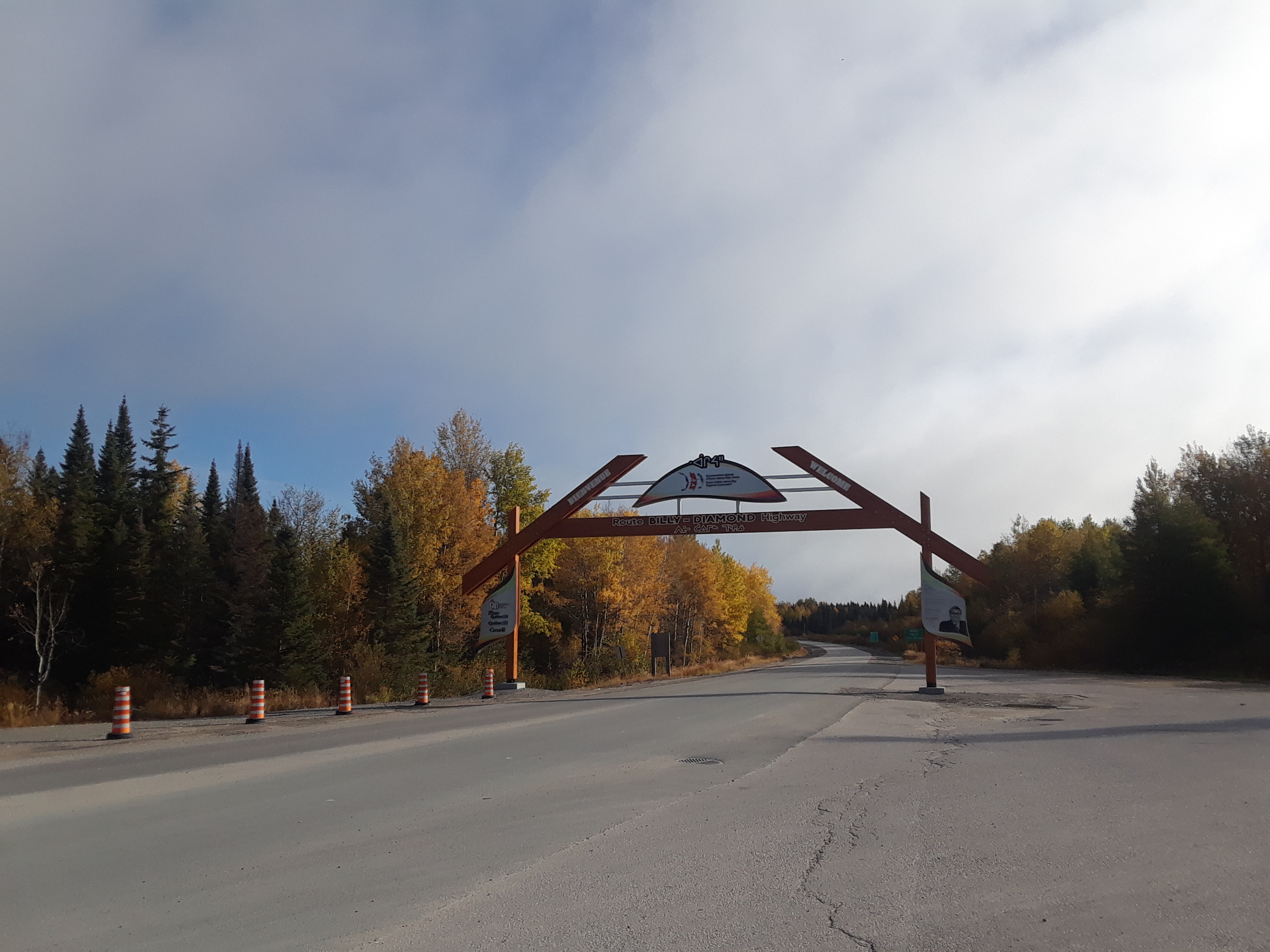
Entrée de la Route Billy-Diamond.

## Attraits et culture
- Le Centre de la vie active[20] : offre des activités sportives, de l'équipement de plein air en location.
- Le point d'entrée de la route Billy Diamond.
- L'exposition en plein air sur la route Billy-Diamond.
- La galerie d'art AU : inauguré en 2023, le centre est la première et seule galerie d'art à la Baie-James. La vocation de la galerie est d'exposer des artistes professionnels ou en cours de professionnalisation de la région[21].

## Personnalités
- Stéfanie Thompson, artiste peintre
- René Dubé, homme politique québécois
- Marianne Limpert, médaillée olympique